# Landrés rímur
Die Landrés rímur, auch Landrésrímur, Landrjes rímur oder Rímur af Landresi, sind ein Rímur-Zyklus in altisländischer Sprache. Ihre Entstehung wird in die zweite Hälfte des 15. Jahrhunderts datiert.

## Überlieferung
Die Landrés rímur sind in mindestens drei Handschriften sowie zwei Abschriften überliefert. Die älteste erhaltene Handschrift mit den Landrés rímur ist die um 1550 auf Pergament geschriebene Staðarhólsbók, die im Laufe der Zeit in mehrere Teile zerlegt wurde; daher beginnen die Landrés rímur in der heutzutage als AM 604 b 4to bekannten (Teil-)Handschrift und ihre Fortsetzung folgt in einem anderen Teil, der als AM 604 c 4to bezeichnet wird. Aus sprach- und literaturhistorischen Gründen wird angenommen, dass die Rímur älter als diese Handschrift sind und in der zweiten Hälfte des 15. Jahrhunderts verfasst wurden.
Weitere Handschriften, welche die Landrés rímur zumindest teilweise enthalten, sind die Kálfarvíkurbók (AM Acc. 22, S. 429–483, mit einer Datierung in das Jahr 1695) und die 1663 geschriebene AM 616 b 4to, bei der es sich Finnur Jónsson zufolge um eine schlechte Abschrift handelt, sowie AM 951 4to (Entstehungszeit um 1800) und die 1890 geschriebene Lbs 4189 4to.

## Inhalt und literaturgeschichtliche Zusammenhänge
Finnur Jónsson teilte die Landrés rímur in seiner Edition in neun Abschnitte ein, die jeweils 33 bis 108 vierzeilige Strophen enthalten; als einzige Ausnahme enthält der fünfte Abschnitt nur 32 dreizeilige Strophen. In den Rímur werden zahlreiche Kenningar verwendet.
Die Landrés rímur werden zu den ritterlichen Erzählungen gerechnet. Sie handeln von der Dame Ólíf, ihrem Sohn Landrés und dem Verrat durch den Antagonisten Mílon. Die Landrés rímur sind die einzigen mittelalterlichen Rímur, in denen das durch die Liebe zu einem Mann verursachte Leid angesprochen wird.
Die inhaltliche Vorlage der Landrés rímur war eine – dem Vorwort des altnordischen Textes zufolge – auf Veranlassung von Bjarni Erlingsson aus der mittelenglischen in die altnordische Sprache übersetzte Riddarasaga über Ólíf und Landrés, bekannt als Ólífar þáttr, Ólífs þáttr ok Landrés, Landres þáttr oder Söguþáttur af Landrési; diese Erzählung wurde unter dem Titel Af frú Olif ok Landres syni hennar (übersetzt „Von der Dame Olif und ihrem Sohn Landres“) in die B-Version der Karlamagnús saga aufgenommen. Die Landrés rímur weichen allerdings in einigen Punkten von dem erhaltenen Text dieser Saga ab. Die Erzählung von Ólíf und Landrés wird außerdem in der färöischen Ballade Òluvu kvæði und dem im 14. Jahrhundert geschriebenen, aber erst 1498 veröffentlichten kastilianischen Roman Historia de Enrique, fi de Oliva, rey de Jherusalem, Emperador de Constantinopla behandelt, deren genauer Zusammenhang mit den Landrés rímur unklar ist. Der gemeinsame Vorläufer aller erhaltenen Varianten der Erzählung könnte die verlorene mittelenglische Version gewesen sein.

## Verfasserin
An den grammatikalisch weiblichen Adjektivformen des erzählenden Ichs im mansǫngr zum fünften Abschnitt lässt sich ablesen, dass die Landrés rímur von einer Frau verfasst wurden. Sie ist die einzige bekannte Rímur-Dichterin vor der Reformationszeit. Die erste namentlich bekannte Rímur-Dichterin war hingegen erst Steinunn Finnsdóttir (1641–1710).

## Digitalisierte Handschriften
- AM 604 b 4to. In: handrit.is. Abgerufen am 3. März 2023 (isländisch, englisch, dänisch, fol. 16r–16v).
- AM 604 c 4to. In: handrit.is. Abgerufen am 3. März 2023 (isländisch, englisch, dänisch, fol. 1r–10r).

## Editionen
- Finnur Jónsson (Hrsg.): Rímnasafn. Samling af de ældste isländske rimer. Band 2. Kopenhagen 1922, S. 392–472 (dänisch, isländisch, Bækur.is – berücksichtigt nicht alle Handschriften).